# Casper (репер)
Casper (справжнє ім'я Бенджамін Гриффі) — німецький співак, що виконує пісні у жанрах Альтернативний реп та Альтернативний рок. Народився 25 вересня 1982 року в місті Екстерталь, Німеччина. В основному співпрацює з лейблом Four Music. на початку творчої діяльності співак виконував пісні у стилях хардкор та Панк-рок, що сприяло порушенням його голосових зв'язок.

## Дискографія

### Альбоми
- 2003: Grundstein
- 2006: Die Welt Hört Mich
- 2007: Exclusive Mixtape (Online-Mixtape)
- 2011: Auf und davon — EP

### Сингли
- 2009: Herz aus Holz 2009
- 2009: Mittelfinger hoch feat. Kollegah, Shiml and Favorite
- 2011: So perfekt
- 2011: Michael X
- 2011: Auf und davon

### Кліпи
- 2008 — «Mittelfinger hoch»
- 2009 — «Herz aus Holz» (remix)
- 2011 — «So perfekt»
- 2011 — «Michael X»
- 2011 — «Auf und Davon»
- 2011 — «DER DRUCK STEIGT / BLUT SEHEN»
- 2012 — «Halbe Mille»